# Bregmaceros neonectabanus
Bregmaceros neonectabanus är en fiskart som beskrevs av Masuda, Ozawa och Tabeta, 1986. Bregmaceros neonectabanus ingår i släktet Bregmaceros och familjen Bregmacerotidae. Inga underarter finns listade.